# Disonycha maritima
Disonycha maritima är en skalbaggsart som beskrevs av Mannerheim 1843. Disonycha maritima ingår i släktet Disonycha och familjen bladbaggar. Inga underarter finns listade i Catalogue of Life.